# Necròpolis de Son Pellisser
La necròpolis de Son Pellisser es troba a Calvià, a 400 m s.n.m., a l'extrem SO de la Serra de na Burguesa, als contraforts del complex càrstic que forma la Serra de Tramuntana. L'accés a la cavitat es troba en un vessant de pronunciada pendent amb un ampli domini visual del Barranc des Pas de Sa Mula i la vall de Calvià.
Es troba a l'interior d'una cova natural amb quatre sales. Dues d'aquestes contenien restes arqueològiques, la 1 i la 2.

## Descripció
L'estratigrafia de la sala 1 ofereix una seqüència cronològica entre la fi del III mil·lenni i els inicis del segle iv a.n.e.
Els nivells inferiors, semblen correspondre a un ús d'estabulació o pasturatge estacional, amb possible freqüentació des de finals del III mil·lenni a.n.e.
A finals de l'època talaiòtica es realitzen les primeres inhumacions, encara que l'escassetat de restes indiquen un ús de la cavitat de manera esporàdica.
En època balear, la cavitat es fa servir com a necròpolis fins que l'ensorrament de la sostrada suposa la impossibilitat de continuar amb el seu ús i s'abandona, entorn del segle iv a.n.e.